# Placas de identificação de veículos de Moçambique

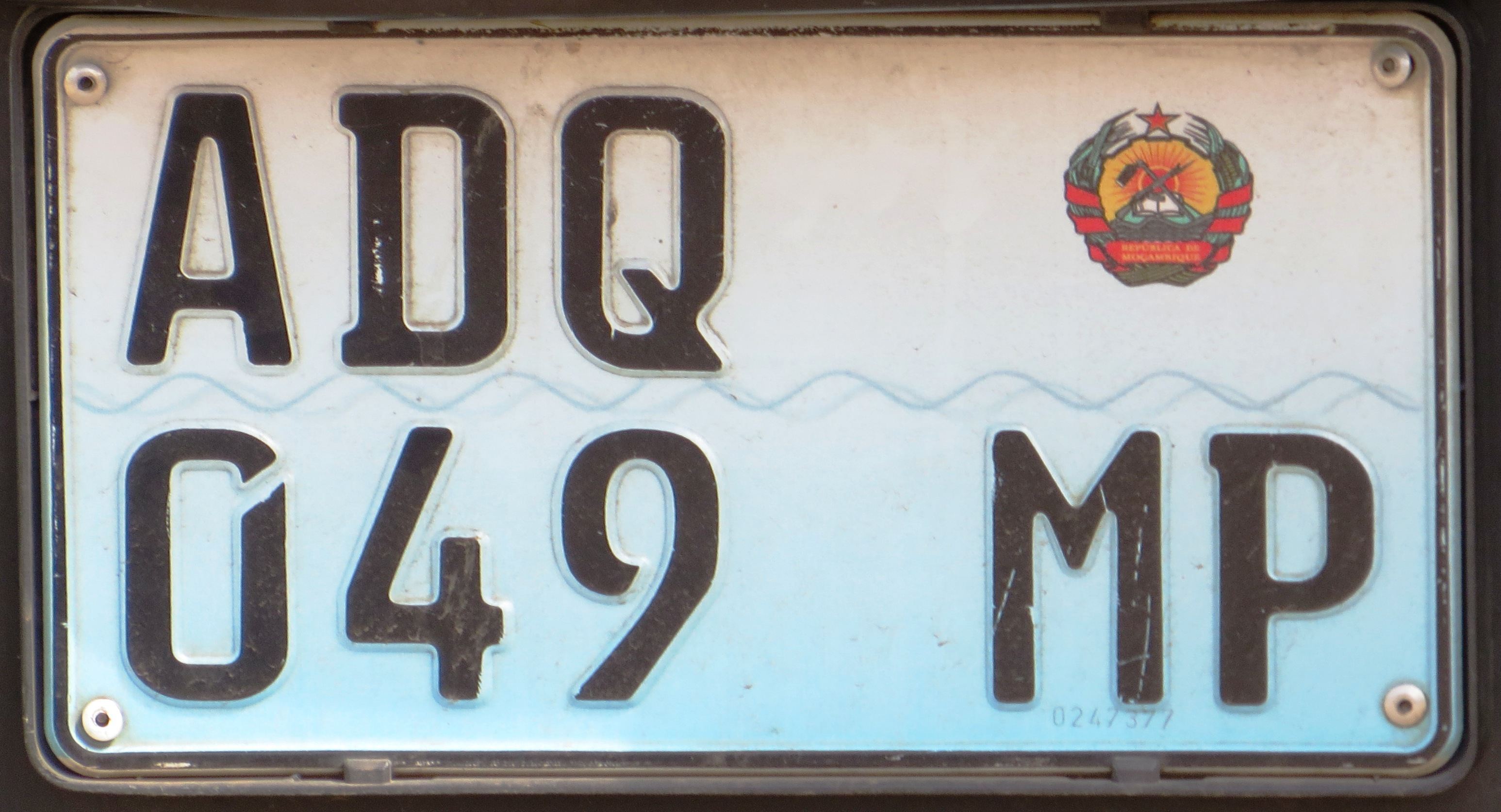
Placa atual

As placas de identificação de veículos (matrículas) de Moçambique possuem formato alfanumérico com três letras e três números e um conjunto com duas letras (formato ABC 123 XX), além do brasão de armas do país.

## Sistema anterior (até 2011)

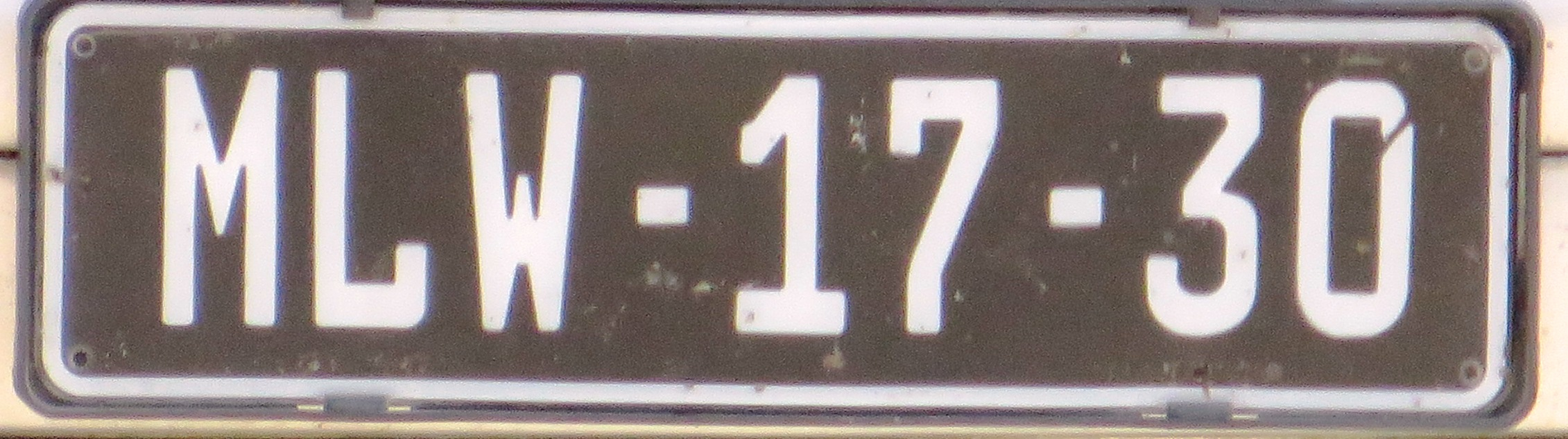
Placa moçambicana do padrão utilizado até 2011

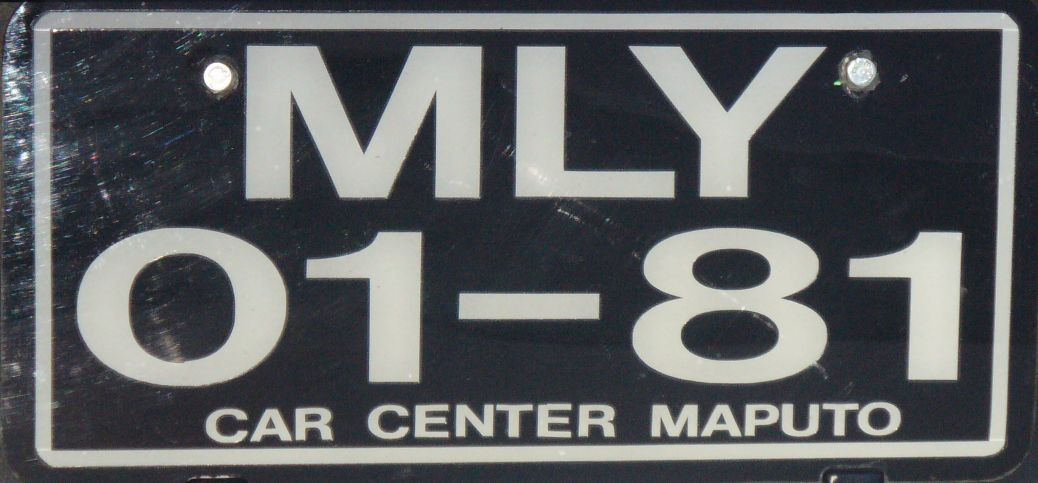
Placa personalizada com o nome do fabricante

Moçambique manteve o padrão de placas/matrículas usado durante o período colonial até 2011. O padrão seguia os mesmos moldes daquele utilizado por Portugal antes de 1992, mas com a letra M como o primeiro caractere. As duas letras após o M indicavam o distrito no qual o veículo foi registado. Existiam muitas variações na tipografia e espaçamento das placas, pois estas eram produzidas a mando do proprietário. Quase todas as placas tinham caracteres brancos sobre fundo preto. As placas dianteiras e traseiras eram idênticas. 

## Sistema atual (a partir de 2011)

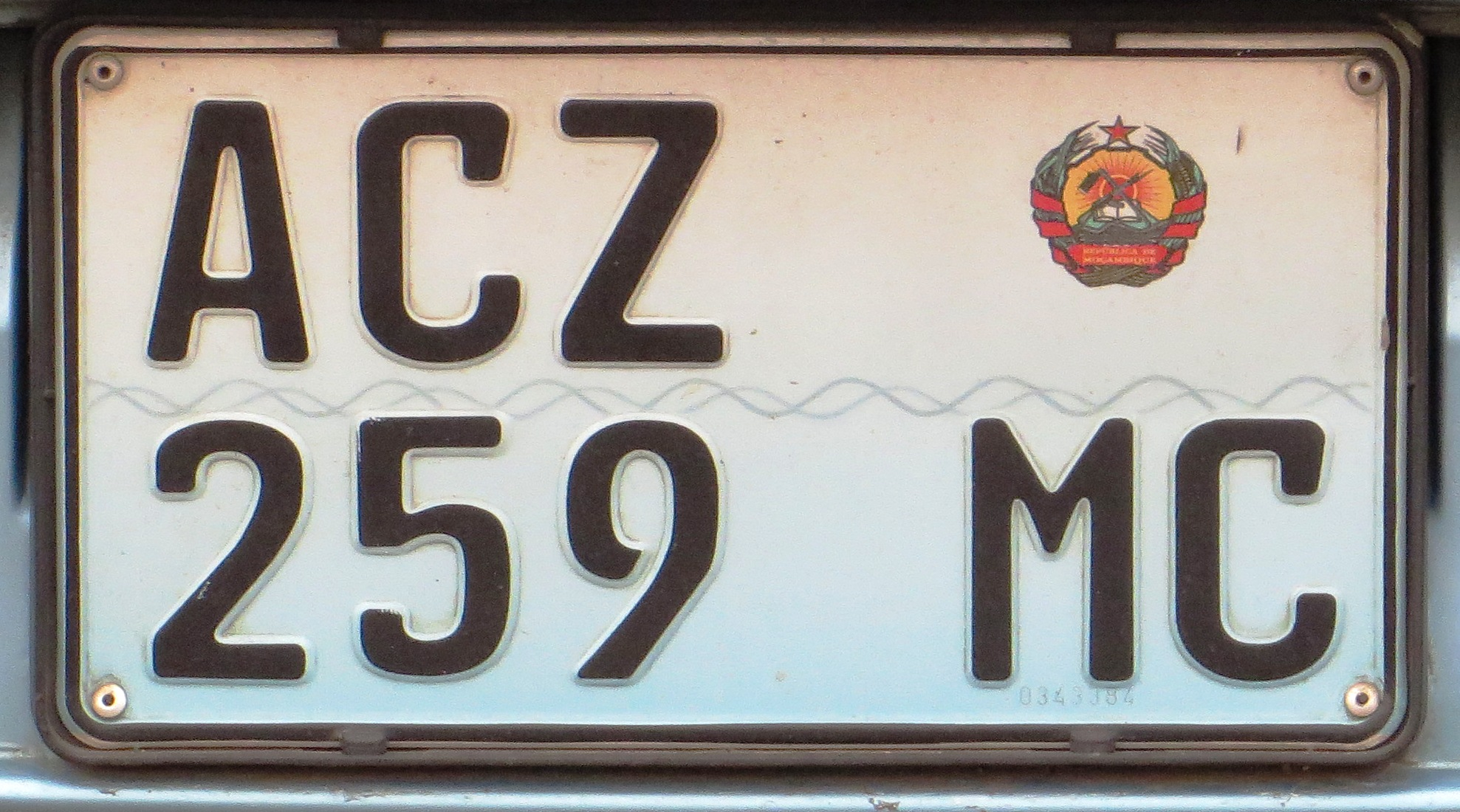
Placa moçambicana a partir de 2011

Desde 2011, as placas de Moçambique foram completamente redesenhadas. O plano de fundo para a placa escurece do completamente branco na parte superior, ao azul-claro na parte inferior. Dependendo da iluminação incidente, algumas placas parecem ter um fundo quase completamente azul que escurece a partir da parte superior para a inferior. Todas as placas possuem duas linhas onduladas que se intercruzam na parte central da placa, além de uma borda na cor preta. Além disso, há um dado número de série estampado no canto inferior direito, em caracteres muito pequenos.
As placas têm uma ou duas linhas de caracteres. As placas com os caracteres em uma só linha possuem no formato ABC 123 seguido pelo emblema de Moçambique e em seguida por mais duas letras que representam a província na qual o veículo está registado. As placas com os caracteres em duas linhas têm os caracteres alfabéticos e o emblema de Moçambique na linha superior e os caracteres numéricos e o código provincial na linha inferior.
Os proprietários de veículos registados em outros países devem registar o seu veículo em Moçambique, no prazo de 30 dias.
Em 2017 a lei foi revista para incorporar as matrículas para máquinas industriais, agrícolas ou florestais, máquinas industriais rebocáveis, motociclos, ciclomotores,  triciclos  e  quadriciclos,  e  passou a ser possível solicitar matrículas personalizadas.

## Códigos provinciais
Os seguintes códigos provinciais são legalmente usados no formato atual de placas moçambicanas. Considerando que a maior parte da população e dos veículos se concentra em torno de Maputo, a grande maioria das matrículas exibe os códigos MC ou MP. 
| Código | Província        |
| ------ | ---------------- |
| MC     | Cidade de Maputo |
| MP     | Maputo           |
| GZ     | Gaza             |
| IB     | Inhambane        |
| SF     | Sofala           |
| MN     | Manica           |
| TT     | Tete             |
| ZB     | Zambézia         |
| NP     | Nampula          |
| NS     | Niassa           |
| CA     | Cabo Delgado     |